# 영국 본토 항공전
영국 본토 항공전, 영국 전투 또는 영국 항공전(Battle of Britain, 독일어: die Luftschlacht um England)은 제2차 세계 대전 당시 영국 공군이 독일 공군 루프트바페에 맞서 1940년 6월 말 영국을 지킨 공중전이다. 이 전투는 역사상 모든 병력이 공군만으로 이루어진 첫 주요 전투로 묘사되고 있다. 영국은 공식적으로 1940년 7월 10일부터 1940년 10월 31일까지 편제를 재조직했으며 이는 독일의 대규모 야간 공습인 영국 대공습의 시기와 일치한다. 독일 역사학자들은 이러한 세부사항을 받아들이지 않고 있으며 1940년 7월부터 1941년 6월까지 영국 본토 항공전이 이어졌다고 본다.
나치 독일의 주요 목표는 영국이 평화 협상에 동의하도록 굴복시키는 것이었다. 1940년 7월 루프트바페가 공중 및 해상 봉쇄를 시작하며 해안 수송 함선과 포츠머스와 같은 항구, 선박 중심 시설들을 공격하기 시작했다. 8월 1일 영국 공군 전투 사령부를 불능으로 만들기 위해 루프트바페는 영국 공군에 대해 공중 우위권을 장악하려고 시도했다. 12일 후 이러한 공격은 영국의 비행장과 산업 시설들을 파괴하는 것으로 변경되었다. 전투가 진행됨에 따라 루프트바페는 전략적 기반 시설들과 비행기 생산 거점들도 목표로 삼기 시작했고, 정치적으로 중요한 지역과 민간인을 상대로 전략폭격을 감행했다.
독일의 침공은 대륙 국가들을 점령하였고, 영국도 이와 같은 위협에 처해 있었지만 독일 최고사령부는 예상치 못한 해안 공격의 어려움을 알고 있었고 영국 해군이 해상을 제패하는 동안 독일 해군은 여전히 불확실했다. 1940년 7월 16일 히틀러는 바다사자 작전의 준비를 명령했고 이는 영국에 대한 상륙 작전과 공수 작전으로 구성될 가능성이 높았다. 이는 루프트바페가 영국에서 공중 우위권을 확보한 뒤의 상황이었다. 영국 폭격기 사령부의 야간 공습으로 9월 독일군의 바지선 준비 작전이 폐기되었다. 루프트바페가 영국 공군을 압도하는 계획이 실패로 끝나자 히틀러는 바다사자 작전을 연기하고 결국 취소했다.
독일은 주간 공습을 더 이상 수행할 수 없었지만 독일 공군은 영국 대공습으로 알려진 영국에 대한 야간 폭격 작전은 지속적으로 수행했다.영국의 방공 체계를 파괴하는 것이나 영국과의 휴전 협정 체결, 또는 항복을 얻어내는 것은 실패로 끝났고, 스티븐 번게이는 제2차 세계 대전에서 독일이 대규모로 패배하고 전쟁의 전환점이 된 첫 사건으로 영국 본토 항공전을 꼽는다.
영국 전투라는 이름은 6월 18일 윈스턴 처칠이 국회에서 한 연설에서 따온 것이다.
...  베이강 장군이 말한 프랑스 전투는 끝났습니다. 이제 영국 전투가 시작될 것입니다.
 — 윈스턴 처칠